# Jean Delachenal
Pour les articles homonymes, voir Delachenal.
Jean Delachenal, né le 17 août 1924 à Saint-Pierre-d'Albigny (Savoie), et mort le 12 novembre 2018 à Chambéry (Savoie), est un homme politique français.

## Biographie
Issu d'une ancienne et notable famille uginoise, il est l'arrière-petit-fils de Ambroise Delachenal, député au parlement sarde et syndic de Chambéry, et le fils de Joseph Delachenal, ancien député et maire, il est également le frère de l'aviateur Pierre Delachenal. 
Jean succède à son père comme conseiller général de Saint-Pierre-d'Albigny et maire de la commune. Il lui succède aussi dans son mandat de député de la 1re circonscription de la Savoie (Chambéry-Aix-les-Bains), de 1958 à 1973.
Il est membre de la formation politique Républicains indépendants
Pendant son mandat il fut vice-président de l'Assemblée nationale et président de la commission des Lois.
Jean Delachenal meurt le 12 novembre 2018 à Chambéry.